# Itoshima (Fukuoka)
Itoshima (jap. 糸島市 Itoshima-shi) ist eine kreisfreie Stadt (-shi) in der Präfektur Fukuoka in Japan, die 2010 den bis dahin verbliebenen Rest des Landkreises (-gun) Itoshima ersetzte.

## Geographie
Itoshima erstreckt sich über die westliche Hälfte der Itoshima-Halbinsel (糸島半島, Itoshima-hantō), die südlich anschließende Itoshima-Ebene (糸島平野, Itoshima-heiya) bis zum Grat des Sefuri-Gebirges (脊振山地, Sefuri-sanchi), der zudem die Grenze zur Präfektur Saga bildet. Die höchste Erhebung ist der Raizan (雷山) mit 955,3 m.

## Geschichte
Im Südosten der Itoshima-Ebene wurden mehrere Fundorte aus der Yayoi-Zeit gefunden, die dem für diese Zeit beschriebenen vorjapanischen Staat Ito zugeordnet werden, dessen Name sich in dem der Stadt erhalten hat.
Itoshima wurde am 1. Januar 2010 aus dem Zusammenschluss der Großstadt Maebaru (-shi) und der letzten beiden Gemeinden Shima (-machi) und Nijō (-machi) im Itoshima-gun gegründet der daraufhin aufgelöst wurde.

## Sehenswürdigkeiten
- Shiraito-Wasserfall

## Verkehr
- Straße:
  - Nishikyūshū-Autobahn
  - Nationalstraße 202
- Eisenbahn:
  - JR Chikuhi-Linie

## Angrenzende Städte und Gemeinden
- Präfektur Fukuoka
  - Fukuoka
    - Nishi-ku
    - Sawara-ku
- Präfektur Saga
  - Saga
  - Karatsu

## Persönlichkeiten
- Momone Ueda (* 1999), Speerwerferin